# Ivan Tomović
Ivan Tomović je bio sin  Toma Ivanovića, rodonačelnika Tomovića. On je prvi koji je uzeo prezime Tomović i jedini od četvorice Tomovih sinova koji je naselio Donja Polja. Međutim, zadržao je velike posede i katune na Sinjajevini pa je periodično živeo i tamo. Imao je dva sina: Mijaila (Mika) i Punišu. Puniša se odselio, dok je Mijailo na imanju svoga oca u Donjim Poljima sagradio kuću u kojoj su živeli njegovi potomci. Mijailo je važio za bogatog seljaka budući da je imao velike posede na planini i bavio se stočarstvom. Imao je sinove Sima, Rista, Lakića, Marka i Rada. Kasnije je porodica osiromašila. Lakićev sin, odnosno Mijailov unuk je bio Đorđije Lakićev Tomović.